# I attempt from love's sickness to fly

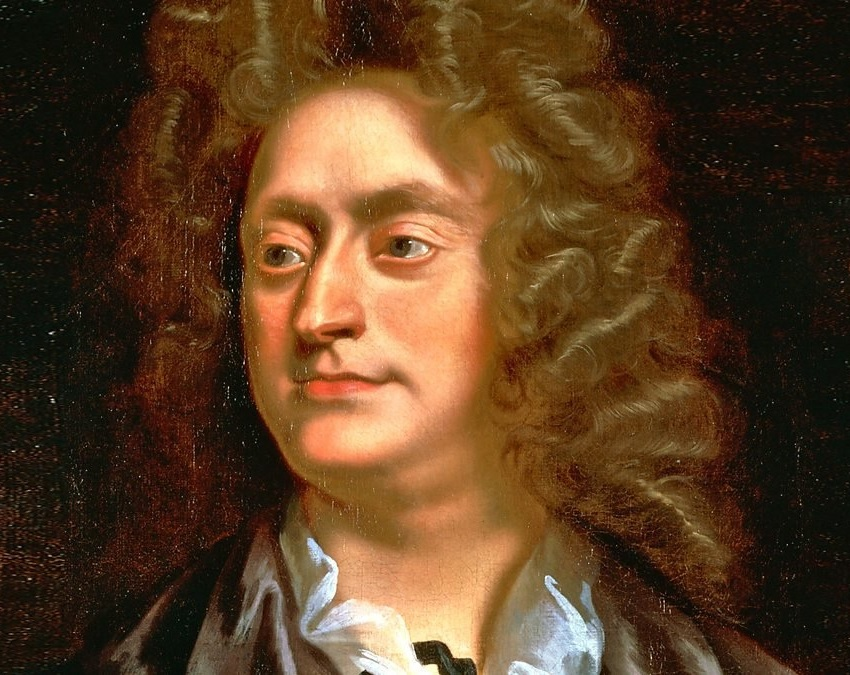
Henry Purcell

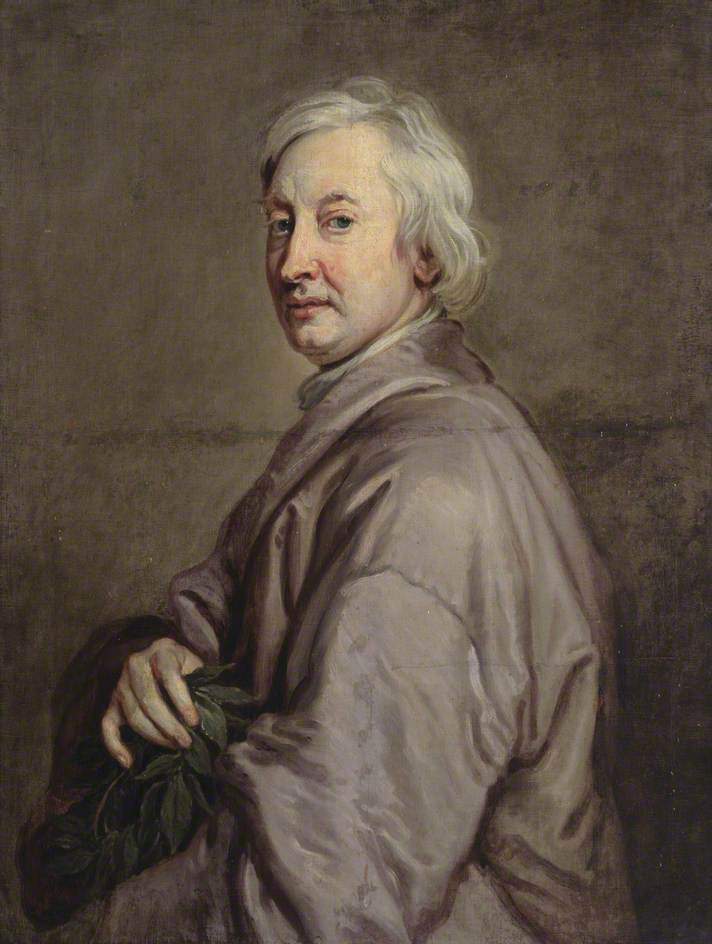
John Dryden

I attempt from love's sickness to fly is een lied van de Britse componist Henry Purcell, op een tekst van John Dryden. Het lied - dat ook wel rondo wordt genoemd - maakt deel uit van Purcells opera The Indian Queen (Z. 630). In het lied wordt bezongen hoe men tevergeefs voor liefdesverdriet vlucht omdat alle verdriet niet buiten jezelf bestaat. Het lied is - evenals Purcells What shall I do - een geliefd nummer bij audities en examenuitvoeringen.

## Tekst
I attempt from Love's sickness to fly in vain,
Since I am myself my own fever and pain.
No more now, fond heart, with pride no more swell,
Thou canst not raise forces enough to rebel.
I attempt from Love's sickness to fly in vain,
Since I am myself my own fever and pain.
For Love has more power and less mercy than fate,
To make us seek ruin and love those that hate.
I attempt from Love's sickness to fly in vain,
Since I am myself my own fever and pain.
Vertaling
Ik tracht vergeefs om Liefdes krankheid te ontvluchten,
Daar ik al zelf besta uit louter pijn en zuchten.
Nimmermeer, lief hart, zult gij van welbehagen beven,
Gij mist voldoende kracht tot tegenstreven.
Ik tracht vergeefs om Liefdes krankheid te ontvluchten,
Daar ik al zelf besta uit louter pijn en zuchten.
Want Liefde, grootser dan het lot en wranger,
Doet ons slechts naar wie haten kan en ondergang verlangen.
Ik tracht vergeefs om Liefdes krankheid te ontvluchten,
Daar ik al zelf besta uit louter pijn en zuchten.